# Petrosimonia nigdeensis
Petrosimonia nigdeensis är en amarantväxtart som beskrevs av Paul Aellen. Petrosimonia nigdeensis ingår i släktet Petrosimonia och familjen amarantväxter. Inga underarter finns listade i Catalogue of Life.